# Jørgen Hammer
Jørgen Paulov Hammer (Oslo, 2 aprile 1991) è un ex calciatore norvegese, di ruolo difensore.

## Carriera

### Club
Hammer ha iniziato la carriera professionistica con la maglia dello Stabæk. Ha debuttato in prima squadra in data 19 maggio 2010, in un match valido per l'edizione stagionale del Norgesmesterskapet contro il Bærum: è entrato  in campo in sostituzione di Tom Stenvoll. Il 29 agosto dello stesso anno, ha giocato il primo incontro nell'Eliteserien: è stato titolare nel successo per 2-1 sul Lillestrøm. Il 31 ottobre ha segnato la prima rete per la squadra: è stato suo infatti il gol che ha permesso allo Stabæk di superare per 2-1 il Sandefjord.
Nel campionato 2011 si è imposto come titolare, totalizzando 25 apparizioni nell'Eliteserien e realizzando 2 reti. L'anno seguente, lo Stabæk è retrocesso, ma Hammer è rimasto in squadra e ha contribuito all'immediata promozione nel campionato 2013.
Il 18 agosto 2015, Hammer ha firmato un contratto valido fino al termine della stagione con lo Start. Ha esordito in squadra il 23 agosto successivo, schierato titolare nella sconfitta per 2-1 maturata sul campo dello Strømsgodset. In questa porzione di stagione, ha disputato 10 partite di campionato, senza alcuna rete all'attivo. Lo Start ha invece raggiunto la salvezza attraverso le qualificazioni all'Eliteserien, superando lo Jerv nel doppio confronto.
Il 6 gennaio 2016, Hammer ha firmato ufficialmente un contratto con il KFUM Oslo, formazione neopromossa nella 1. divisjon.

### Nazionale
Hammer ha debuttato per la Norvegia under 21 in data 10 agosto 2011, sostituendo Simen Wangberg nella sconfitta per 3-0 contro la Scozia.

## Statistiche

### Presenze e reti nei club
Statistiche aggiornate al 25 gennaio 2023.
| Stagione         | Club             | Campionato       | Campionato | Campionato | Coppe nazionali | Coppe nazionali | Coppe nazionali | Coppe continentali | Coppe continentali | Coppe continentali | Supercoppe | Supercoppe | Supercoppe | Totale | Totale |
| Stagione         | Club             | Comp             | Pres       | Reti       | Comp            | Pres            | Reti            | Comp               | Pres               | Reti               | Comp       | Pres       | Reti       | Pres   | Reti   |
| ---------------- | ---------------- | ---------------- | ---------- | ---------- | --------------- | --------------- | --------------- | ------------------ | ------------------ | ------------------ | ---------- | ---------- | ---------- | ------ | ------ |
| 2010             | Stabæk           | ES               | 7          | 1          | CN              | 1               | 0               | -                  | -                  | -                  | -          | -          | -          | 8      | 1      |
| 2011             | Stabæk           | ES               | 25         | 2          | CN              | 1               | 0               | -                  | -                  | -                  | -          | -          | -          | 26     | 2      |
| 2012             | Stabæk           | ES               | 25         | 1          | CN              | 1               | 0               | UEL                | 2                  | 0                  | -          | -          | -          | 28     | 1      |
| 2013             | Stabæk           | 1D               | 24         | 0          | CN              | 2               | 0               | -                  | -                  | -                  | -          | -          | -          | 26     | 0      |
| 2014             | Stabæk           | ES               | 2          | 0          | CN              | 0               | 0               | -                  | -                  | -                  | -          | -          | -          | 2      | 0      |
| gen.-ago. 2015   | Stabæk           | ES               | 1          | 0          | CN              | 1               | 0               | -                  | -                  | -                  | -          | -          | -          | 2      | 0      |
| Totale Stabæk    | Totale Stabæk    | Totale Stabæk    | 84         | 4          |                 | 6               | 0               |                    | 2                  | 0                  |            | -          | -          | 92     | 4      |
| ago.-dic. 2015   | Start            | ES               | 10         | 0          | CN              | -               | -               | -                  | -                  | -                  | -          | -          | -          | 10     | 0      |
| 2016             | KFUM Oslo        | 1D               | 8          | 0          | CN              | 3               | 0               | -                  | -                  | -                  | -          | -          | -          | 11     | 0      |
| 2017             | KFUM Oslo        | 2D               | 12         | 1          | CN              | 0               | 0               | -                  | -                  | -                  | -          | -          | -          | 12     | 1      |
| 2018             | KFUM Oslo        | 2D               | 22+4       | 0          | CN              | 1               | 0               | -                  | -                  | -                  | -          | -          | -          | 27     | 0      |
| 2019             | KFUM Oslo        | 1D               | 26+2       | 5+0        | CN              | 2               | 0               | -                  | -                  | -                  | -          | -          | -          | 30     | 5      |
| 2020             | KFUM Oslo        | 1D               | 25         | 0          | -               | -               | -               | -                  | -                  | -                  | -          | -          | -          | 25     | 0      |
| 2021             | KFUM Oslo        | 1D               | 9          | 1          | CN              | 0               | 0               | -                  | -                  | -                  | -          | -          | -          | 9      | 1      |
| 2022             | KFUM Oslo        | 1D               | 23+1       | 1+0        | CN              | 1               | 0               | -                  | -                  | -                  | -          | -          | -          | 25     | 1      |
| Totale KFUM Oslo | Totale KFUM Oslo | Totale KFUM Oslo | 125+7      | 8+0        |                 | 7               | 0               |                    | -                  | -                  |            | -          | -          | 139    | 8      |
| Totale           | Totale           | Totale           | 219+7      | 12+0       |                 | 13              | 0               |                    | 2                  | 0                  |            | -          | -          | 241    | 12     |